# Auguste Fabre (école de Nîmes)
Auguste Fabre, né en 1839 à Uzès et mort le 26 décembre 1922 à Genève, est un entrepreneur protestant, promoteur de la coopération en France. Son action a conduit à la formation des idées de l’École de Nîmes, illustrées par l’économiste Charles Gide, qui ouvre la voie au christianisme social.

## Biographie
Auguste Fabre est né à Uzès le 5 février 1839, fils d'un pasteur protestant fouriériste.
Après avoir dirigé une filature de soie, il est employé dans les économats du Familistère de Guise. Il se fixe à Nîmes en 1870 et ouvre un atelier de réparation de machines agricoles. En 1876, il crée une « chambrée », forme de société d'éducation populaire inspirée de Fourier, qui devient en 1878, une société coopérative de consommation de bois et charbon, appelée « La Solidarité ». Il crée une Bourse de travail en 1884, la deuxième de France. Il crée une école professionnelle, la première en France, rue de La Calade, qui deviendra le lycée Dhuoda,.
En 1885, avec Édouard de Boyve, il est à l'origine du premier congrès des sociétés coopératives de France, réuni le 27 juillet à Paris, avec la participation de 85 sociétés coopératives et de Achille Daudé-Bancel, Paul Ramadier, Georges Benoit-Lévy, George Holyoake et Edward Vansittart Neale (en).
Il meurt le 26 décembre 1922 à Genève.

## Publications
- Deux épisodes de la vie de Robert Owen, Nîmes, impr. de Roger et Laporte, 1894
- Robert Owen, Nîmes, Bureaux de l’Émancipation, 1896 lire en ligne sur Gallica
- Le Féminisme, ses origines et son avenir, Nîmes, Bureaux de L’Émancipation, 1896
- La Concurrence asiatique & l'avenir des ouvriers européens, Nîmes, Vve Laporte, 1896
- La Concurrence asiatique et l'avenir des ouvriers européens, Nîmes, Bureaux de l’Émancipation, 1896
- Les Sky Scratchers ou les hautes maisons américaines, Nîmes, Vve Laporte, 1896 [lire en ligne]
- Le Féminisme, ses origines et son avenir, Nîmes, Bureaux de l’Émancipation, 1897
- Les trusts et les industrial combinations , Nîmes, Bureaux de l’Émancipation, 1903 lire en ligne sur Gallica
- La Coopération dans les Iles Britanniques, Nîmes, chez l'auteur, 1906
- Un ingénieur social : Jean-Edmé Leclaire, Nîmes, A. Chastanier, 1906
- La Société coopérative suisse de consommation à Genève. Quelques mots sur les origines de la société, Nîmes, Imp. de A. Chastanier, 1910